# 10141 Gotenba
A 10141 Gotenba (ideiglenes jelöléssel 1993 VE) a Naprendszer kisbolygóövében található aszteroida. S. Otomo fedezte fel 1993. november 5-én.